# Bataille de Dunbar (1650)
Pour les articles homonymes, voir Bataille de Dunbar.
Guerre anglo-écossaise (1650-1652)
Batailles
- Dunbar
- Inverkeithing
- Warrington Bridge (en)
- Wigan Lane
- Upton (en)
- Worcester

La bataille de Dunbar est une bataille de la guerre anglo-écossaise de 1650-1652 qui eut lieu le 3 septembre 1650 à Dunbar en Écosse. Les troupes parlementaires de la New Model Army commandées par Oliver Cromwell remportent la victoire sur l'armée écossaise de Charles II, menée par David Leslie.

## La longue marche des prisonniers
On estime que, sur le nombre des prisonniers écossais, un millier fut libéré pour raisons de santé. Dès la fin de la bataille, une longue marche forcée 179 km au sud, de Dunbar jusqu'à Durham, fut entreprise. Au cours de celle-ci, un millier de prisonniers écossais moururent, tandis que d'autres furent exécutés ou parvinrent à s'échapper. Arrivés dans la capitale du comté de Durham, il restait 3 000 hommes qui furent emprisonnés à Durham dans des conditions sanitaires précaires, ce qui explique le nombre d'environ 50 décès par jour qui fut constaté et qui les décima progressivement. Au total, environ 1 700 prisonniers moururent dans les jours qui suivirent l'arrivée à Durham et certains squelettes furent découverts dans la cathédrale de Durham lors de fouilles archéologiques menées en 2013. D'autres corps furent jetés dans une fosse commune découverte en novembre 2013 à l'occasion de la construction d'un café à l'université de Durham. Ces restes furent identifiés comme étant ceux de jeunes hommes, entre 13 et 25 ans, souffrant visiblement de carences qui provoquèrent chez la plupart une forte détérioration dentaire. Certains soldats avaient aussi les dents déformées du fait d'une pipe qu'ils avaient coutume de porter à leur bouche.